# Bethbilbeckia floridensis
Bethbilbeckia floridensis is een muggensoort uit de familie van de dansmuggen (Chironomidae). De wetenschappelijke naam van de soort is voor het eerst geldig gepubliceerd in 1988 door Fittkau and Murray.